# Herbert Drury (ishockeyspelare)
Herbert John "Herb" Drury, född 2 mars 1895 i Midland, Ontario, död 1 juli 1965 i Pittsburgh, Pennsylvania, var en amerikansk ishockeyspelare. Han blev olympisk silvermedaljör i Antwerpen 1920 och i Chamonix 1924. Han spelade sex säsonger i NHL, fem för Pittsburgh Pirates och en för Philadelphia Quakers.

## Meriter
- OS-silver 1920
- OS-silver 1924